# Miagliano

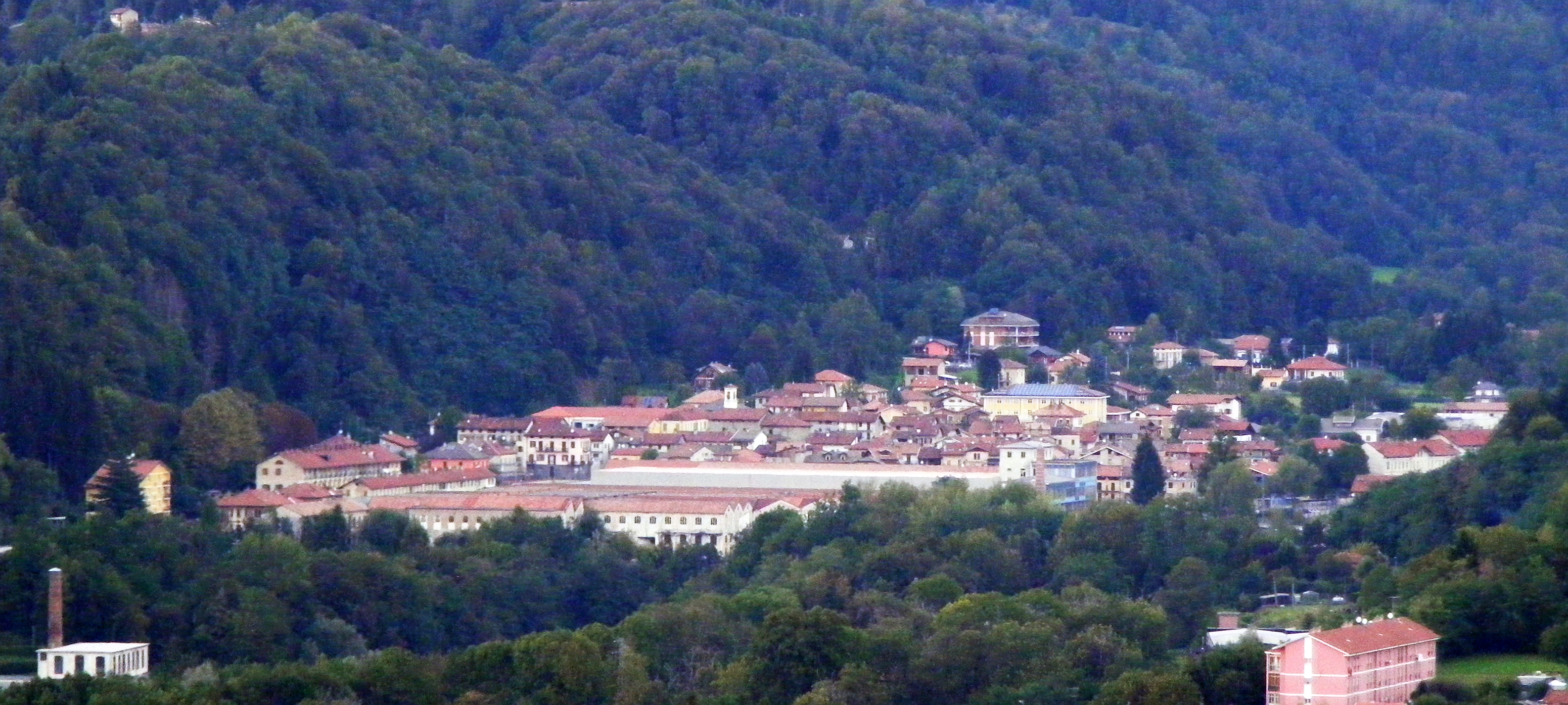
Panorama

Miagliano ist eine Gemeinde mit 542 Einwohnern (Stand 31. Dezember 2023) in der italienischen Provinz Biella (BI), Region Piemont.
Die Nachbargemeinden sind Andorno Micca und Sagliano Micca.